# Lāmlang
Lāmlang (persiska: لالَنگ, لاملنگ) är en ort i Iran.   Den ligger i provinsen Golestan, i den norra delen av landet, 290 km öster om huvudstaden Teheran. Lāmlang ligger 34 meter över havet och antalet invånare är 558.
Terrängen runt Lāmlang är platt åt nordväst, men åt sydost är den kuperad.Runt Lāmlang är det ganska tätbefolkat, med 207 invånare per kvadratkilometer. Närmaste större samhälle är Gorgan, 7,0 km öster om Lāmlang. Trakten runt Lāmlang består till största delen av jordbruksmark.